# Helium-neonlaser

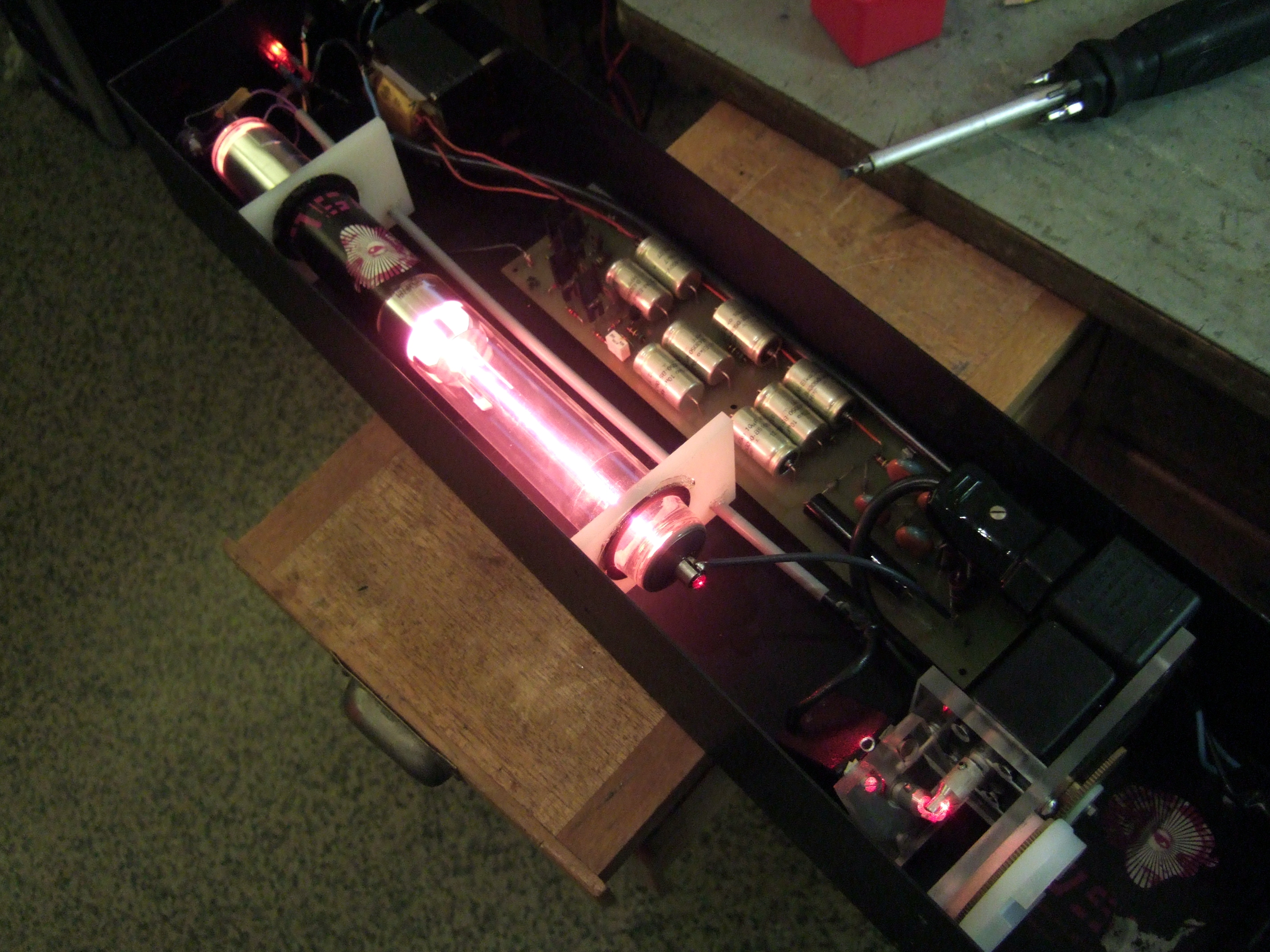
Een helium-neonlaser

Een helium-neonlaser is een goedkope gaslaser. Het actieve medium is een mengsel van de edelgassen helium en neon, in de verhouding 10:1, onder een druk van ongeveer 133 pascal.
De laser wordt gepompt door een elektrische ontlading door helium, wat dit naar de aangeslagen toestand 1s 2s brengt. Bij botsing brengt zo een aangeslagen heliumatoom een neonatoom naar de aangeslagen toestand 1s2 2s2 2p5 5s1. Het neonatoom valt dan terug naar de toestand 1s2 2s2 2p5 3p1 met gestimuleerde emissie van een foton. De laser straalt licht uit in het rood: golflengte 632,8 nm. Er is ook een versie verkrijgbaar die in het groen straalt. De laser kan lineair gepolariseerd licht uitstralen, met toepassing van brewstervensters. Doorgaans is het licht niet gepolariseerd; dit is goedkoper en geeft iets meer vermogen. De laser heeft een lage efficiëntie en kan daardoor geen hoge vermogens leveren. Hij is wel goedkoop, eenvoudig en betrouwbaar. Hij wordt veel toegepast in barcodescanners in supermarkten, als laserwaterpas op bouwwerven, in de landmeting, voor holografie.